# Kristusov pasijon (film)
Kristusov pasijon (izvirno angleško The Passion of the Christ) je svetopisemska drama iz leta 2004, delo režiserja Mela Gibsona, ki je napisal tudi scenarij skupaj z Benedictom Fitzgeraldom. V filmu igrajo Jim Caviezel kot Jezus Kristus, Maia Morgenstern kot Jezusova mati Marija in Monica Bellucci kot Marija Magdalena. Film prikazuje Jezusovo trpljenje, kot je večinoma opisano v evangelijih. Osredotoča se tudi na Marijino duševno trpljenje.
Film načeloma prikazuje zadnjih 12 ur Jezusovega življenja, skupaj z dogodki na vrtu Getsemani na Oljski gori, nespečnostjo in občutkom krivde Marije, brutalnim bičanjem in križanjem, ki na koncu vodi do Jezusovega vstajenja. Film je bil posnet v Italiji, izključno v aramejskem, latinskem in hebrejskem jeziku.
Film je vzbudil veliko pozornosti. Medtem ko ga nekateri kritiki imenujejo za religiozno klasiko, ga imajo nekateri za izjemno nasilnega in ga obtožujejo, da spodbuja antisemitizem. Film je po svetu zaslužil 612 milijonov $ in tako do konca predvajanja pristal na 9. mestu po zaslužku. Nominiran je bil za tri Oskarje leta 2005. Do leta 2016 je bil najbolj dobičkonosen film, ki ni primeren za mlajše od 17 let v Združenih Državah Amerike, premagal ga je Deadpool.
16. junija 2006 je revija Entertainment Weekly razglasila Kristusov pasijon za najbolj kontroverzen film vseh časov.

## Vsebina
V poznih nočnih urah Jezus moli na poraščenem vrtu Getsemani, medtem ko njegovi učenci, Peter, Jakob in Janez, spijo. Med molitvijo se Jezusu prikaže Satan, ki ga želi skušati, češ da nihče ne more nositi bremena, katerega od njega zahteva Bog: trpeti in umreti za človeške grehe. Jezusov pot se spremeni v kri in pade na tla, medtem ko Satan k njemu pošlje kačo. Jezus zasliši, da ga učenci kličejo, in pohodi kači glavo ter s tem odžene Satana.
Eden izmed Jezusovih učencev, Juda Iškarijot, prejme plačilo 30 srebrnikov in vodi skupino tempeljskih stražarjev v gozd, da bi izdal Jezusa. Ko stražarji primejo Jezusa, pride do pretepa, kjer Peter povleče bodalo in odseka uho Malhu, enemu izmed stražarjev in služabnikov velikega duhovnika Kajfe. Jezus ozdravi Malhovo rano, medtem ko opominja Petra. Ko učenci pobegnejo, stražarji primejo Jezusa in ga pretepajo med potjo do velikega zbora.
Janez obvesti Marijo in Marijo Magdaleno o aretaciji, medtem ko Peter sledi Jezusu. Marija Magdalena prosi rimsko patruljo, naj kaj naredi, vendar jih tempeljski stražar prepriča, da je nora. Kajfa izvede sojenje kljub odsotnosti nekaterih duhovnikov, ki so izključeni iz zbora. Zbor zasliši priče, ki pa so vse lažne. Ko Kajfa vpraša Jezusa, ali je Božji Sin, mu on odgovori »Jaz sem.«. Kajfa si v besu pretrga obleko in Jezusa obtoži na smrt zaradi bogokletja. Petra množica obtoži, da je Jezusov učenec, vendar Peter trikrat zanika njihove obtožbe. Ko se spomni Jezusove prerokbe, Peter zbeži. Juda želi zaradi občutka krivde denar vrniti v zameno za Jezusovo osvoboditev, vendar ga duhovniki zavrnejo. Mučiti ga začnejo demoni in zato zbeži iz mesta ter se obesi.
Kajfa privede Jezusa pred rimskega deželnega upravitelja Poncija Pilata, da bi ga obsodil na smrt. Vendar Pilata njegova žena Klavdija opozori, naj Jezusa ne obsodi, saj je Božji mož. Pilat izpraša Jezusa in ker ga ne spozna za krivega, ga pošlje h kralju Herodu Antipi, češ da Jezus kot Nazarečan spada pod njegovo jurisdikcijo. Jezus je spoznan za nedolžnega in poslan nazaj k Pilatu, ta pa ponovno poskuša Jezusa oprostiti tako, da ob prazniku tradicionalno množici ponudi osvoboditev enega jetnika: ali Jezusa ali nasilnega kriminalca Barabe. Od velikih duhovnikov nahujskana množica zahteva pomilostitev Barabe in križanje Jezusa. Da bi zadovoljil ljudi, dá Pilat Jezusa bičati. Med in po strahovitem bičanju Jezusa rimski vojaki zasmehujejo. Nato ga odpeljejo v hlev, kjer mu nadenejo trnovo krono na glavo in mu zasmehljivo pravijo »Pozdravljen judovski kralj.«. Krvaveč Jezus je pripeljan do Pilata, kjer množica vneto zahteva Jezusovo križanje. Pilat si umije roke in se tako simbolično distancira od zadeve in ukaže Jezusovo križanje. Satan medtem z užitkom opazuje Jezusovo trpljenje.
Medtem ko Jezus nese težak lesen križ čez mesto do griča Golgota, se neka žena izogne vojakom in prosi Jezusa, naj se obriše v njen prt, kar tudi stori. Jezusu ponudi tudi vodo, vendar jo stražar razlije in ženo odžene. Med potjo stražarji Jezusa pretepajo, dokler ne prisilijo Simona iz Cirene, da mu pomaga nesti križ. Na koncu njunega poti so Jezusova mati Marija, Marija Magdalena in drugi priča Jezusovemu križanju.
Medtem ko visi na križu, Jezus moli k Bogu za odpuščanje ljudi, ki so ga mučili, in poda odrešitev dobremu razbojniku, ki je bil križan ob njem. Jezus nato izdihne in izroči duha svojemu Očetu. Iz neba pade na tla dežna kaplja, ki povzroči potres, ki uniči tempelj in ga razpolovi. Satan medtem v globinah pekla kriči zaradi svojega poraza. Jezusa snamejo s križa in pokopljejo. Film se konča z Jezusovim vstajenjem iz grobnice z vidnimi ranami na njegovih dlaneh.

## Nadaljevanje
Junija 2016 je bilo naznanjeno, da Mel Gibson dela na nadaljevanju Kristusovega pasijona, v katerem se osredotoča na Jezusovo vstajenje. Scenarist je Randall Wallace, ki je v tej vlogi že sodeloval z Gibsonom pri filmu Pogumno srce (1995). Gibson je že izrazil zanimanje, da bi film režiral. Dejal je še, da naj bi film prišel ven v roku nekaj let, saj gre za obsežen projekt. Novembra 2016 je Gibson potrdil, da bo naslov filma Kristusovo vstajenje (izvirno angleško The Resurrection of the Christ) in nakazal, da se bo del filma odvijal v peklu, saj se bo film ukvarjal tudi s tem, kaj se je dogajalo v treh dneh med Jezusovo smrtjo in vrnitvijo. Pravtako je povedal, da je zaradi obsežnih priprav do izida vsaj še tri leta. Januarja 2018 je Jim Caviezel potrdil, da bo ponovno prevzel vlogo Jezusa. Snemanje naj bi se začelo v začetku leta 2019, izid filma pa je predviden spomladi leta 2020.